# 費蘭-維拉爾-索勒

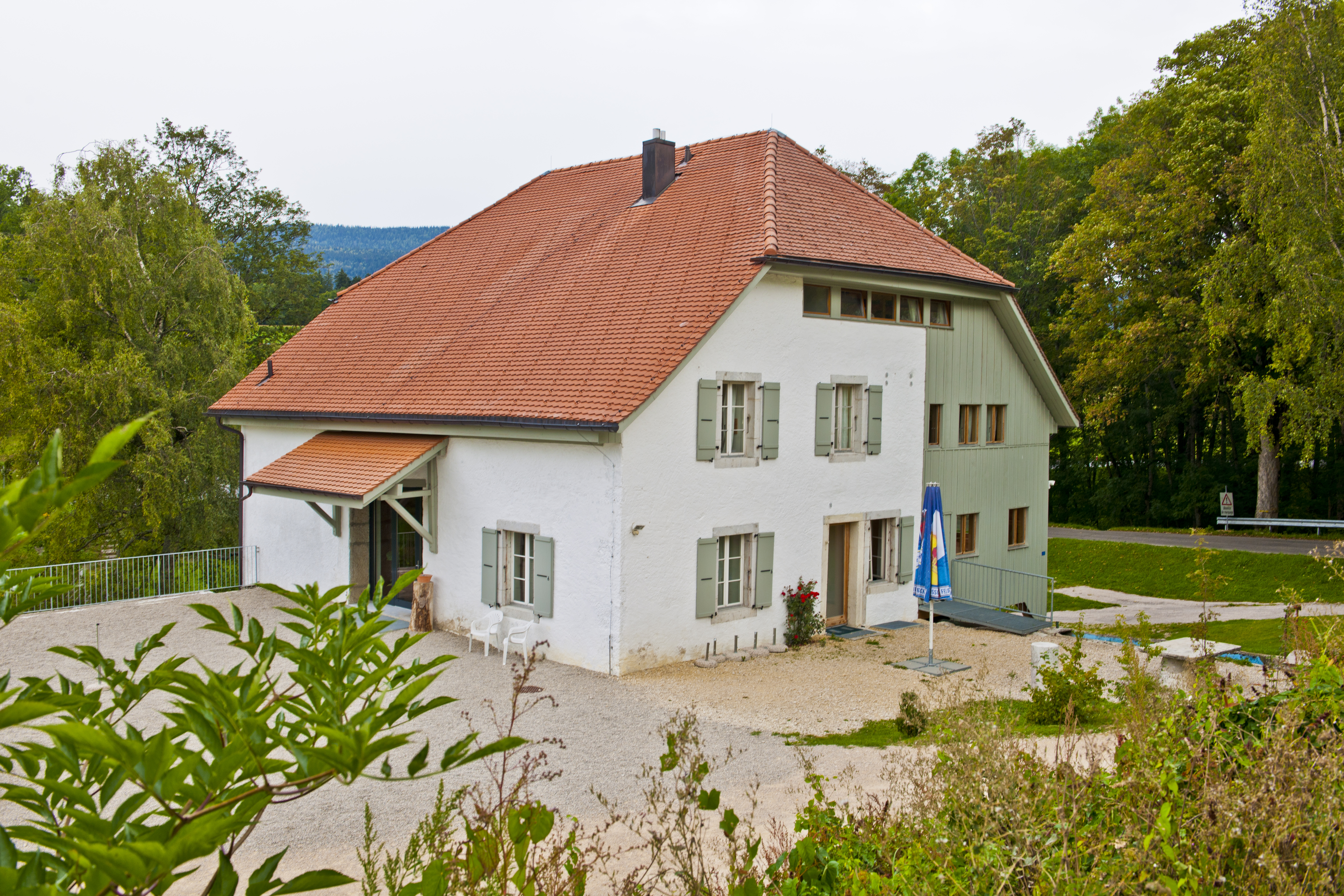

費蘭-維拉爾-索勒是瑞士的城鎮，位於該國西部，由納沙泰爾州負責管轄，面積6.48平方公里，海拔高度750米，2011年人口832，一半人口信奉基督教，人口密度每平方公里128人。